# Johann Christoph Friedrich Bach

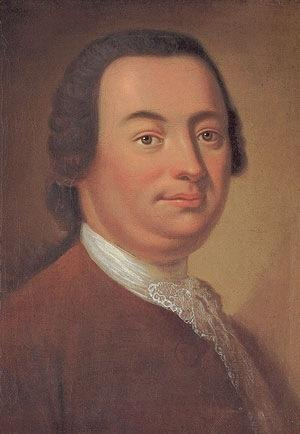
Johann Christoph Friedrich Bach

Johann Christoph Friedrich Bach (Lipsia, 21 giugno 1732 – Bückeburg, 26 gennaio 1795) è stato un compositore tedesco.

## Biografia
Figlio di Johann Sebastian, nato a Lipsia, studiò dapprima diritto all'università della sua città natale,  nel 1752, ma ben presto abbandonò questa disciplina per la musica che amava con passione. Le sue felici disposizioni e le lezioni di suo padre, ne fecero un compositore abile ed un pianista distinto. Incantato dal suo talento, il conte di Schaumburg, grande amatore di musica, lo nominò suo maestro di cappella e gli diede uno stipendio di 1000 talleri.
I doveri del suo impiego lo obbligavano a comporre cantate ed oratori per tutte le feste della piccola corte di Bückeburg, per il resto godeva di un'esistenza dolce, tranquilla, e poteva dedicarsi al lavoro che amava senza essere oppresso da un servizio faticoso. Non si allontanò che una sola volta dalla residenza del conte e fu per andare a far visita, a suo fratello Johann Christian, che risiedeva a Londra. Morì il 26 gennaio 1795 per una pericardite, lasciando dietro di sé la reputazione di artista distinto e uomo rispettabile.

## Vita familiare
Ebbe nove figli tra cui i più conosciuti furono Anna Philippine Friederike, (1755-1804) Wilhelm Friedrich Ernst (1759-1845) e Christine (1762-1852)

## Considerazioni sull'artista
Non si trova, nelle sue composizioni, il fuoco che distingue quelle dei suoi fratelli
Carl Philipp Emmanuel o Wilhelm Friedemann, ma esse si fanno comunque notare per la forza dell'armonia e per l'abilità con la quale lo stile fugato viene trattato. Bach amava la sua arte con passione e vi si dedicava assiduamente; fino alla sua morte conservò l'abitudine di consacrare tutte le mattine alla composizione.

## Opere
Le sue opere sono in gran numero. La biblioteca nazionale di Berlino possiede in manoscritto
- Ino cantata di Ramler a voce sola con due violini, viola e basso continuo
- La giovinezza di Gesù cantata a quattro voci con due violini, viola e basso continuo
- La resurrezione di Lazzaro oratorio di Herder a quattro voci e orchestra
- Una cantata per l'anniversario della nascita del conte di Shaumburg, composta nel 1787 a quattro voci e orchestra
- Una cantata per l'ascensione a quattro voci, due violini, alto e basso continuo
- Due mottetti a quattro voci
- Una sinfonia in si bemolle per due violini, alto, basso continuo, due clarinetti, contrabbasso e due cori
- Pigmalione cantata teatrale
- Due concerti per pianoforte e orchestra
- Un concerto per viola, pianoforte e orchestra
- Un trio per flauto, violino e basso continuo
- Un trio per due violini e basso continuo
- Sonata per violoncello e basso continuo

Di Johann Christoph Friedrich Bach, ai suoi tempi, non furono stampate che sonate isolate, nella raccolte miscellanee (Musikalisches Vielerley)  i cantici di Munter (Munters geistliche lieder) il cui secondo volume apparve nel 1774:
- Sei quartetti per flauto, violino, viola e basso continuo
- Ino cantata arrangiata per clavicembalo (1786)
- Musikalishe Nebenstuden il cui primo quaderno apparve nel 1787 e gli altri di seguito, fino al 1791
- Sei quartetti per violino - Londra (1786)

Le sonate facili per clavicembalo e la cantata l'Americana che Gerber, nel suo antico lessico attribuisce a Johann Cristoph, sono di suo fratello Johann Christian.